# Philodromus nanjiangensis
Philodromus nanjiangensis este o specie de păianjeni din genul Philodromus, familia Philodromidae, descrisă de Hu și Wu, 1989. Conform Catalogue of Life specia Philodromus nanjiangensis nu are subspecii cunoscute.